# Edward Clarke (cầu thủ bóng đá)
Edward Clarke (1871 – sau 1890) là một cầu thủ bóng đá người Anh từng thi đấu ở Football Alliance cho Small Heath. Ông sinh ra tại quận Stechford của Birmingham và học tập tại Trường Washwood Heath. Ông thi đấu một trận cho Small Heath trong mùa giải đầu tiên của Football Alliance, ở vị trí hậu vệ trái thay cho Fred Speller bị chấn thương.